# Mr. Bungle (album)
Mr. Bungle là album phòng thu đầu tay của ban nhạc người Mỹ Mr. Bungle. Nó được phát hành ngày 13 tháng 10 năm 1991, qua Warner Bros. Records. Album kết hợp nhiều thể loại khác nhau tiêu biểu cho âm nhạc của nhóm, và cũng giúp gia tăng sự danh tiếng cho ban nhạc. Bìa album là tác phẩm của Dan Sweetman, ban đầu được phát hành trong "A Cotton Candy Autopsy" của loạt truyện Beautiful Stories for Ugly Children của DC Comics/Piranha Press.

## Phong cách âm nhạc
AllMusic gọi album "làm choáng váng, làm bối rối, một chuyến đi điên rồ qua tất cả những phong cách nhạc rock mà nhóm nhạc có thể nghĩ đến, chuyển từ thể loại này sang thể loại khác mà chẳng cần lý do nào, và đôi khi làm điều đó nhiều lần trong chỉ một bài hát." Trang web mô tả lời của Mike Patton "thậm chí còn hài hước quái dị hơn ở Faith No More".

## Các đoạn nói và âm mẫu
Các đoạn nói từ bộ phim Blue Velvet (1986) của David Lynch xuất hiện rải rác khắp album. Các đoạn âm thanh mẫu (sample) được lấy từ quảng cáo KFC, các videogame Super Mario Bros., Altered Beast, Smash TV và R.B.I. Baseball, phim khiêu dâm Raw Footage và trò chơi pinball Cyclone, Earthshaker và Haunted House.

## Tiếp nhận phê bình
| Đánh giá chuyên môn  | Đánh giá chuyên môn |
| Nguồn đánh giá       | Nguồn đánh giá      |
| Nguồn                | Đánh giá            |
| -------------------- | ------------------- |
| AllMusic             | [ 1 ]               |
| Entertainment Weekly | D–                  |

Album nhận được những đánh giá tích cực từ khi phát hành, AllMusic viết, "Nó khó hiểu, không phải một album dễ nghe, và ban nhạc sẽ không làm nó theo bất kỳ một kiểu nào khác" và cho album 4 và nửa sao.
Entertainment Weekly cho album một bài đánh giá tiêu cực hơn, chỉ cho album điểm D-.

## Danh sách bài hát
1. "Travolta" ("Quote Unquote" trong các ấn bản sau) – 6:56
2. "Slowly Growing Deaf" – 6:58
3. "Squeeze Me Macaroni" – 5:38
4. "Carousel" – 5:13
5. "Egg" – 10:39
6. "Stubb (A Dub)" – 7:19
7. "My Ass Is on Fire" – 7:47
8. "The Girls of Porn" – 6:42
9. "Love Is a Fist" – 6:00
10. "Dead Goon" – 10:02

## Thành phần tham gia

### Mr. Bungle
- Vlad Drac – hát, sản xuất
- Heifetz – trống, sản xuất
- Scummy – guitar, sản xuất
- Trevor Roy Dunn – guitar bass, sản xuất
- Bär – tenor saxophone, sản xuất
- Theobald Brooks Lengyel – alto saxophone, baritone saxophone, sản xuất

### Thành phần khác
- David Bryson – kỹ thuật viên, phối khí
- Matt Murman – kỹ thuật viên phụ, chỉnh sửa
- John Zorn – sản xuất
- Bob Ludwig – master
- Troy Blakely
- Stan Diamond – đại diện
- Kristin Yee – quản lý ban nhạc
- Anthony Lee – album sleeve design
- Lisa Wells – logo ban nhạc
- David Louapre – bìa đĩa
- Dan Sweetman – bìa đĩa
- Jay Marshall – bìa đĩa
- P. Earwig – inside double panel art
- David Shea – turntables
- Yeesus Krist – hát nền
- Maximum Bob – hát nền
- Kahli – hát nền
- Jennifer – hát nền